# Elecciones estatales de Puebla de 1998
Las elecciones estatales de Puebla de 1998 se llevaron a cabo el domingo 8 de noviembre de 1998, y en ellas se renovaron los siguientes cargos de elección popular:
- Gobernador de Puebla. Titular del Poder Ejecutivo del estado, electo para un periodo de seis años no reelegibles en ningún caso, el candidato electo fue Melquíades Morales Flores.
- 217 ayuntamientos. Compuestos por un Presidente Municipal y regidores, electos para un periodo de tres años no reelegibles para el periodo inmediato.
- 39 diputados del Congreso del Estado. 26 electos por mayoría relativa en cada uno de los distritos electorales estatales y 13 electos por mediante representación proporcional.

## Resultados electorales

### Gobernador
|  | 54.07 % |

|  | 28.91 % |

|  | 10.87 % |

|  | 1.95 % |

|  | 1.33 % |

|  | 0.26 % |

|  | 100 % |

|  | 2.54 % |

|  | 55.50 % |

|  | 44.50 % |